# Elecciones al Parlamento de La Rioja de 1987
Las elecciones al Parlamento de La Rioja de 1987 se celebraron el día 10 de junio, y en ellas se eligieron 33 diputados para la ii legislatura del Parlamento autonómico. Fue la primera vez que en España una mujer era la candidata para alzarse con la presidencia de una comunidad autónoma. Al igual que ella, en la Comunidad Valenciana, Rita Barbera, fue candidata a la presidencia por Coalición Popular.

## Resultados
| Candidatura                                                     | Cabeza de lista                            | Votos   | %                               | Escaños                         | +/-                             |
| --------------------------------------------------------------- | ------------------------------------------ | ------- | ------------------------------- | ------------------------------- | ------------------------------- |
| Partido Socialista Obrero Español (PSOE)                        | Alicia Izaguirre Albiztur                  | 57 178  | 39,64                           | 14                              | -4                              |
| Alianza Popular (AP)                                            | Joaquín Espert Pérez-Caballero             | 50 179  | 34,78                           | 13                              | +1                              |
| Centro Democrático y Social (CDS)                               | Manuel Fernández Ilarranza                 | 15 640  | 10,84                           | 4                               | +4                              |
| Partido Riojano Progresista (PRP)                               | Luis Javier Rodríguez Moroy                | 9212    | 6,39                            | 2                               | =                               |
| Partido Demócrata Popular (PDP)                                 | Domingo de Guzmán Álvarez Ruiz de Viñaspre | 4721    | 3,27                            | 0                               | -3 a                            |
| Izquierda Unida (IU)                                            | Ana Isabel Marañón Arenas                  | 3478    | 2,41                            | 0                               |                                 |
| Partido de los Trabajadores de España-Unidad Comunista (PTE-UC) | José Antonio Arambarri Abejón              | 1400    | 0,97                            | 0                               |                                 |
| Votos en blanco                                                 | Votos en blanco                            | 2452    | 1,70                            | n/a                             |                                 |
| Votos válidos                                                   | Votos válidos                              | 144 260 | 100,00                          | 33                              |                                 |
| Votos nulos                                                     | Votos nulos                                | 1998    | Participación: \| \| 72,50 % \| | Participación: \| \| 72,50 % \| | Participación: \| \| 72,50 % \| |
| Votantes                                                        | Votantes                                   | 146 258 | Participación: \| \| 72,50 % \| | Participación: \| \| 72,50 % \| | Participación: \| \| 72,50 % \| |
| Electores                                                       | Electores                                  | 201 738 | Participación: \| \| 72,50 % \| | Participación: \| \| 72,50 % \| | Participación: \| \| 72,50 % \| |
|                                                                 | 72,50 %                                    |         |                                 |                                 |                                 |

## Formación de gobierno
El PSOE obtuvo una mayoría de escaños. Tras un pacto entre Alianza Popular y el Partido Riojano Progresista se proclamó presidente al candidato de AP Joaquín Espert. El gobierno de coalición de AP y el PRP duró hasta enero de 1989. Igualmente, en enero de 1989 AP y PDP se refundan como Partido Popular. Entretanto, en julio de 1988 dos diputados de CDS se pasaron al Grupo Mixto, y en diciembre de 1989 se incorporaron al PRP; asimismo ese mismo mes un diputado del PRP se pasa al Grupo Mixto, estableciéndose como independiente. En enero de 1990 se vota una moción de censura que lleva a la presidencia al socialista José Ignacio Pérez Sáenz, conformándose un gobierno hasta final de legislatura de PSOE, PRP y el independiente ex-PRP.

## Investidura del Presidente de La Rioja
| Candidato           | Fecha                                                   | Voto       |    |    |   | PR | Total |
| ------------------- | ------------------------------------------------------- | ---------- | -- | -- | - | -- | ----- |
| Joaquín Espert (AP) | 22 de julio de 1987 Mayoría requerida: Absoluta (17/33) | Sí         |    | 13 |   | 2  | 15/33 |
| Joaquín Espert (AP) | 22 de julio de 1987 Mayoría requerida: Absoluta (17/33) | No         | 14 |    |   |    | 14/33 |
| Joaquín Espert (AP) | 22 de julio de 1987 Mayoría requerida: Absoluta (17/33) | Abstención |    |    | 4 |    | 4/33  |
| Joaquín Espert (AP) | 24 de julio de 1987 Mayoría requerida: Simple           | Sí         |    | 13 |   | 2  | 15/33 |
| Joaquín Espert (AP) | 24 de julio de 1987 Mayoría requerida: Simple           | No         | 14 |    |   |    | 14/33 |
| Joaquín Espert (AP) | 24 de julio de 1987 Mayoría requerida: Simple           | Abstención |    |    | 4 |    | 4/33  |

## Moción de censura de José Ignacio Pérez Sáenz
| Candidato                       | Fecha                                                   | Voto       |    |    |   | PR | Grupo Mixto | Total |
| ------------------------------- | ------------------------------------------------------- | ---------- | -- | -- | - | -- | ----------- | ----- |
| José Ignacio Pérez Sáenz (PSOE) | 10 de enero de 1990 Mayoría requerida: Absoluta (17/33) | Sí         | 14 |    |   | 3  |             | 17/33 |
| José Ignacio Pérez Sáenz (PSOE) | 10 de enero de 1990 Mayoría requerida: Absoluta (17/33) | No         |    | 13 |   |    |             | 13/33 |
| José Ignacio Pérez Sáenz (PSOE) | 10 de enero de 1990 Mayoría requerida: Absoluta (17/33) | Abstención |    |    |   |    | 1           | 1/33  |
| José Ignacio Pérez Sáenz (PSOE) | 10 de enero de 1990 Mayoría requerida: Absoluta (17/33) | Ausente    |    |    | 2 |    |             | 2/33  |